# Beuzec-Cap-Sizun
Beuzec-Cap-Sizun (bret. Beuzeg-ar-C'hab) – miejscowość i gmina we Francji, w regionie Bretania, w departamencie Finistère.
Według danych na rok 1990 gminę zamieszkiwało 1181 osób, a gęstość zaludnienia wynosiła 34 osoby/km² (wśród 1269 gmin Bretanii Beuzec-Cap-Sizun plasuje się na 512. miejscu pod względem liczby ludności, natomiast pod względem powierzchni na miejscu 203.).